# ایرج اسدی
ایرج اسدی (زادهٔ ۱۳۱۷، خورموج - درگذشتهٔ ۱۳۹۷) فرزند علی اصغر، شاعر و غزلسرا، متخلص به شبگیر اهل شهر خورموج (استان بوشهر - ایران) بود. وی محصل ادبی دبیرستان سعادت بوشهر و سپس دانش‌آموخته ادبیات فارسی از دانشسرای شیراز (فوق دیپلم) بود و از سال ۱۳۴۲ تا ۱۳۷۴ به سمت آموزگاری و دبیری آموزش و پرورش فعالیت داشت. از مجموعه شعرهای وی می‌توان به «یادها و یادواره‌ها» (۱۳۸۲) و «پردیس عشق» (۱۳۸۶) اشاره کرد. اسدی «مؤسس انجمن فایز دشتی» و پایه‌گذار جلسات اثرگذار «شبانه‌های ادبی» (از سال ۱۳۵۲) در شهر خورموج بود. به اعتقاد اسدی غزل حرف دل است و حرف دل اگر در قالب غزل گفته شود زیباتر وپراحساس تر است. غزلیات وی سنتی عاشقانه، انقلابی و آیینی بود. اسدی ۳ تیر ۱۳۹۷ درگذشت.

## گزیده اشعار
کی دل از مستی چشمان تو بی تاب نشد
یا کی از دست تو دل غرقه به خوناب نشد
گرچه کشتیم به دل بذر امیدت اما
هرگز این مزرعه از لعل تو سیراب نشد
رنگ رخساره به گلگونت چه می‌آرایی
کی گل از شرم رخت واله و بی تاب نشد
پرتو صبح چه زیباست و لیکن هرگز
جلوه انگیز تر از سایه مهتاب نشد
دور مخموری و مستی ز ازل چشم تو داشت
ورنه کس بی نگهت مست می ناب نشد